# Жары-Попково
Жары-Попково — упразднённая деревня в Вязниковском районе Владимирской области России.

## География
Урочище находится в северо-восточной части области, в зоне хвойно-широколиственных лесов, в пределах Волжско-Окского междуречья, к северу от автодороги М7, на расстоянии 24 километров (по прямой) к западу от города Вязники, административного центра района.

### Климат
Климат характеризуется как умеренно континентальный. Средняя температура воздуха самого холодного месяца (января) — −11,1 °C (абсолютный минимум — −48 °С), средняя максимальная температура воздуха (июля) — +23,3 °С (абсолютный максимум — +37 °С). Годовое количество атмосферных осадков составляет около 607 мм, из которых 413 мм выпадает в период с апреля по октябрь.

## История
В XIX — начале XX веков упоминаются два отдельных, близко расположенных относительно друг друга населённых пункта: Жары и Попково. До отмены крепостного права обе деревни были владельческими, входившими в состав Сарыевской волости Вязниковского уезда. С 1920-х годов Жары и Попково (Бобково) входили в состав Сарыевского сельсовета.
Упразднена решением облисполкома № 329 от 2 апреля 1973 года как фактически не существующая.

## Демография
| Год переписи | Население       | Население | Население | Население | Население       | Население  | Население  | Население  |
| Год переписи | д. Жары         | д. Жары   | д. Жары   | д. Жары   | д. Попково      | д. Попково | д. Попково | д. Попково |
| Год переписи | Общее население | Мужчины   | Женщины   | Дворы     | Общее население | Мужчины    | Женщины    | Дворы      |
| ------------ | --------------- | --------- | --------- | --------- | --------------- | ---------- | ---------- | ---------- |
| 1859         | 55              | 18        | 37        | 7         | 47              | 16         | 31         | 6          |
| 1905         | 45              | н/д       | н/д       | 9         | 37              | н/д        | н/д        | 6          |
| 1926         | 39              | 17        | 22        | 7         | 34              | 19         | 15         | 8          |